# Regione del Libertador General Bernardo O'Higgins
La regione del Libertador General Bernardo O'Higgins anche chiamata VI Región è una regione del Cile centrale. Il suo nome è un tributo al Generale e Padre della Patria Bernardo O'Higgins.

## Geografia antropica

### Suddivisioni amministrative
| Provincia     | Capoluogo    | Comune               |
| ------------- | ------------ | -------------------- |
| Cachapoal     | Rancagua     | 1 Codegua            |
| Cachapoal     | Rancagua     | 2 Coinco             |
| Cachapoal     | Rancagua     | 3 Coltauco           |
| Cachapoal     | Rancagua     | 4 Doñihue            |
| Cachapoal     | Rancagua     | 5 Graneros           |
| Cachapoal     | Rancagua     | 6 Las Cabras         |
| Cachapoal     | Rancagua     | 7 Machalí            |
| Cachapoal     | Rancagua     | 8 Malloa             |
| Cachapoal     | Rancagua     | 9 Mostazal           |
| Cachapoal     | Rancagua     | 10 Olivar            |
| Cachapoal     | Rancagua     | 11 Peumo             |
| Cachapoal     | Rancagua     | 12 Pichidegua        |
| Cachapoal     | Rancagua     | 13 Quinta de Tilcoco |
| Cachapoal     | Rancagua     | 14 Rancagua          |
| Cachapoal     | Rancagua     | 15 Rengo             |
| Cachapoal     | Rancagua     | 16 Requínoa          |
| Cachapoal     | Rancagua     | 17 San Vicente       |
| Cardenal Caro | Pichilemu    | 18 La Estrella       |
| Cardenal Caro | Pichilemu    | 19 Litueche          |
| Cardenal Caro | Pichilemu    | 20 Marchigüe         |
| Cardenal Caro | Pichilemu    | 21 Navidad           |
| Cardenal Caro | Pichilemu    | 22 Paredones         |
| Cardenal Caro | Pichilemu    | 23 Pichilemu         |
| Colchagua     | San Fernando | 24 Chépica           |
| Colchagua     | San Fernando | 25 Chimbarongo       |
| Colchagua     | San Fernando | 26 Lolol             |
| Colchagua     | San Fernando | 27 Nancagua          |
| Colchagua     | San Fernando | 28 Palmilla          |
| Colchagua     | San Fernando | 29 Peralillo         |
| Colchagua     | San Fernando | 30 Placilla          |
| Colchagua     | San Fernando | 31 Pumanque          |
| Colchagua     | San Fernando | 32 San Fernando      |
| Colchagua     | San Fernando | 33 Santa Cruz        |